# Гаральд Кінаст
Гаральд Кінаст (нім. Harald Kienast; 28 вересня 1894, Кенігсберг — 8 березня 1986, Кірхгайм-унтер-Тек) — німецький військово-морський діяч, контрадмірал крігсмаріне (1 жовтня 1942).

## Біографія
1 квітня 1913 року вступив на флот кадетом. Пройшов підготовку у військово-морському училищі в Мюрвіку (1914) і на важкому крейсері «Ганза». Учасник Першої світової війни, служив на важких і легких крейсерах, з листопада 1915 по травень 1917 року — прапор-лейтенант і 1-й радіоофіцер штабу командувача розвідувальними силами флоту. Після демобілізації армії залишений на флоті, спеціалізувався на засобах зв'язку. З 10 жовтня 1923 року — командир роти 1-го батальйону берегової охорони. З 15 серпня 1924 року — військово-морський офіцер зв'язку у Фрідріхсорті, 13 вересня 1924 року переведений на лінійний корабель «Гессен», з 6 січня 1925 року — вахтовий офіцер і офіцер зв'язку. З 17 серпня 1926 року — інструктор училища торпедного справи і зв'язку та військово-морський офіцер зв'язку в Мюрвіку. 20 вересня 1930 року переведений на гідрографічний корабель «Метеор» 1-м офіцером. З 26 вересня 1932 року очолював Випробувальний інститут засобів зв'язку. З 28 травня 1937 року — 1-й офіцер броненосця «Адмірал граф Шпее».
З 20 квітня 1938 року — директор відділу засобів зв'язку військово-морських верфей в Кілі. 19 листопада 1939 року переведений в ОКМ, де очолив Відділ спорядження і забезпечення в технічної управлінської групі засобів зв'язку, а 16 червня 1941 року очолив всю управлінську групу. Після приходу до керівництва ВМФ Карла Деніца і чистки вищого керівництва ОКМ 9 червня 1943 року призначений вищим командиром військово-морських училищ зв'язку. 8 грудня 1944 року очолив командування військового району «Нижня Сілезія» і військовим комендантом Катовиць. В боях з радянськими військами 25 січня 1945 року був важко поранений, а після одужання 16 квітня 1945 року призначений вищим командиром військово-морських училищ зв'язку. 29 травня 1945 року заарештований союзниками. 24 лютого 1948 року звільнений.

## Нагороди
- Залізний хрест
  - 2-го класу (18 травня 1916)
  - 1-го класу (1 жовтня 1918)
- Військовий Хрест Фрідріха-Августа (Ольденбург)
  - 2-го класу із застібкою «Перед ворогом» (19 січня 1917)
  - 1-го класу (15 жовтня 1918)
- Почесний хрест ветерана війни з мечами (22 грудня 1934)
- Медаль «За вислугу років у Вермахті»
  - 4-го, 3-го і 2-го класу (18 років; 2 жовтня 1936) — отримав 3 нагороди одночасно.
  - 1-го класу (25 років; 1 квітня 1938)
- Орден морських заслуг (Іспанія) 3-го класу, білий дивізіон (21 серпня 1939)
- Хрест Воєнних заслуг
  - 2-го класу з мечами
  - 1-го класу з мечами (30 січня 1942)
- Застібка до Залізного хреста 2-го класу
- Нагрудний знак «За поранення» в чорному (1945)